# Italianos
Os italianos são uma etnia da Europa Ocidental, primariamente associados à língua italiana. São um grupo étnico que vive predominantemente na Itália e, através da emigração italiana, em países como Brasil, Argentina, Estados Unidos, Venezuela, Colômbia, Paraguai, Chile, Alemanha, França, Uruguai, Canadá e Austrália.

## Origens
A história genética dos italianos atuais foi muito influenciada pela geografia e pela história. Os ancestrais da maioria dos italianos são identificados como povos itálicos (dos quais os mais notáveis são os latinos, mas também os úmbrios, sabinos e outros) e é geralmente aceito que as migrações dos povos germânicos que se seguiram durante os séculos após a queda do Império Romano não alteraram significativamente a composição genética dos italianos, por causa do número relativamente pequeno de invasores, em comparação com a grande população que constituía a Itália romana.
O povo italiano é, geneticamente, um dos mais diversos da Europa. Diferentes populações se estabeleceram no atual território italiano ao longo dos milênios: agricultores do Oriente Próximo, itálicos, lígures, etruscos, fenícios, gregos, celtas, ostrogodos, lombardos, francos, normandos, árabes, berberes, albaneses, austríacos entre outros. Todos eles deixaram seu legado genético na atual população italiana, alguns em proporções maiores, outros superficialmente.
A genética e ancestralidade dos italianos é oriunda sobretudo dos agricultores da Anatólia, que chegaram à Itália no Neolítico.
Há uma notável diferença genética entre os sardos, os italianos do norte e os italianos do sul. Os nativos do norte da Itália estão mais próximos aos espanhóis e occitanos, enquanto os do sul da Itália estão mais próximos aos gregos. No entanto, a distância genética entre os italianos do norte e do sul, embora grande do ponto de vista da “nacionalidade”, é aproximadamente igual à dos alemães do norte e do sul da Alemanha. O fosso genético entre os italianos do norte e do sul é preenchido por um aglomerado intermediário do centro da Itália, criando uma linha contínua de variação na Península Itálica e nas ilhas (com os sardos como isolados), que espelha a geografia.
A antropologia molecular não encontrou evidências de um fluxo genético do norte significativo na península italiana nos últimos 1 500 anos. Portanto, a maior parte da etnogênese italiana ocorreu antes das invasões germânicas ou não europeias. Estudos de DNA mostram que apenas a colonização grega da Sicília e do sul da Itália teve um efeito duradouro na paisagem genética local.

### Do Paleolítico ao Neolítico
Todas as populações humanas não africanas descendem de um único grupo que saiu da África há, pelo menos, 60 mil anos, se fixando no Oriente Médio, dali migrando para a Europa pela primeira vez há 45 mil anos.
A Europa vem sendo habitada por seres humanos há pelo menos 40 mil anos. Todas as populações humanas não africanas descendem de um único grupo que saiu da África há cerca de 100 mil anos e foi para o Oriente Médio. Assim, africanos e asiáticos foram os responsáveis pelo povoamento do continente europeu, mesmo que essas migrações tenham ocorrido em momentos diferentes e talvez repetidamente.
Durante o Último máximo glacial, que durou aproximadamente entre há 26,5 mil anos e 19 mil anos, grande parte da Europa estava coberta pelo gelo, tornando praticamente impossível a presença humana. Dessa forma, os europeus paleolíticos foram forçados a se fixar em regiões mais ao sul de clima mais ameno, como a Itália.
A agricultura foi descoberta no Levante há aproximadamente 12 mil anos e foi adotada pelos povos da Anatólia logo em seguida. Os agricultores anatólios introduziram a agricultura na Grécia há cerca de nove mil anos, alcançando o sul da Itália mil anos depois, dali levando a agricultura para o restante do território italiano ao longo dos séculos seguintes.
Com a chegada dos agricultores neolíticos, a maioria dos caçadores-coletores que anteriormente habitavam a Itália fugiram da península e os que permaneceram ali se miscigenaram aos recém-chegados.

### Povos itálicos
Na Idade do Bronze, chegaram à Europa, vindos da Estepe Pôntica, povos proto-indo-europeus, que inicialmente migraram para os Balcãs há cerca de seis mil anos. Dali, subiram o rio Danúbio e invadiram a Europa Central e Ocidental a partir de 4,5 mil anos atrás. Acredita-se que um povo do ramo indo-europeu, falante de uma língua proto-itálica, cruzou os Alpes e invadiu a Itália há cerca de 3 200 anos, estabelecendo a cultura Villanova. Essas tribos itálicas conquistaram toda a península, mas se estabeleceram principalmente no norte e centro da Itália, sobretudo ao longo do rio Pó e na Toscana, se miscigenando com as populações que já viviam ali. Durante o fim da Idade do Bronze e o começo da Idade do Ferro, outras tribos indo-europeias se estabeleceram no norte da Itália, tais como os lígures na Ligúria, os lepôncios e os gauleses no Piemonte e os vênetos no Vêneto.

### Etruscos, fenícios, gregos e romanos
Entre 1200 e 539 a.C., os fenícios construíram um vasto império comercial que se estendia do Líbano, sua terra de origem, passando pelo sul do mar Mediterrâneo até atingir a Península Ibérica. Na Itália, eles tiveram colônias no oeste da Sicília e no sul e oeste da Sardenha.
Outro povo que habitou a Itália foram os etruscos, que apareceram por volta de 750 a.C.. A sua origem continua um mistério: alguns acreditam que eram originários da Anatólia, mas ainda não há certeza quanto a isso. Os etruscos falavam uma língua não indo-europeia e que não tem nenhuma relação com nenhum outro idioma antigo à parte do rético dos Alpes e do lêmnio da região do mar Egeu. É provável que os etruscos vieram de algum lugar do Mediterrâneo Oriental e impuseram seu idioma sobre as tribos itálicas que viviam na Toscana e ao longo do rio Pó.

Mapa das línguas itálicas antes da expansão do latim.

No sul da Itália, os gregos antigos também se estabeleceram. A partir do século VIII a.C., os gregos estabeleceram colônias por toda a costa de Campânia, Calábria, Basilicata, sul da Apúlia e na Sicília (menos na ponta ocidental). Toda essa região ficou conhecida como Magna Grécia. Os gregos também colonizaram algumas porções do norte italiano, especificamente a Ligúria, onde fundaram Gênova. O impacto que os gregos tiveram na composição étnica do Sul da Itália é motivo de debate, com um estudo genético estimando que 37% da ancestralidade dos atuais sicilianos tem origem grega, enquanto outro estudo estima que apenas poucos milhares de gregos e algumas centenas de gregas imigraram para a Itália e que os atuais italianos do sul são geneticamente mais próximos dos gregos das ilhas do que dos do continente.
No século I, Roma se tornou a capital de um império vasto e cosmopolita. A imigração para Roma fez a cidade crescer de 400 000 habitantes no século III a.C. para um milhão entre 27 a.C. e 14 d.C.. Como esses imigrantes vieram de todas as partes do império, é difícil estimar o impacto que tiveram na demografia de Roma e da península Itálica, mas foi considerável, pelo menos na região do Lácio.

### Germânicos e bizantinos
Nos séculos IV e V, tribos germânicas e eslavas migraram para o sul e oeste e invadiram o Império Romano em busca de terras férteis. Os vândalos foram os primeiros a chegar à Itália e, em seguida, foram para a Península Ibérica, para onde rumaram para o Magrebe em 429, onde fundaram um reino que também englobava a Sicília, Sardenha e Córsega. Ao longo do século V, vários povos germânicos se estabeleceram na Península Itálica, como os ostrogodos, que reinaram sobre toda a Itália, exceto a Sardenha, até 553. Eles foram sucedidos pelos lombardos (568-774), também germânicos, que tiveram que lutar pelo controle da Itália com os bizantinos. Os lombardos se estabeleceram mais densamente no nordeste italiano e na Lombardia, que recebeu este nome por causa deles.

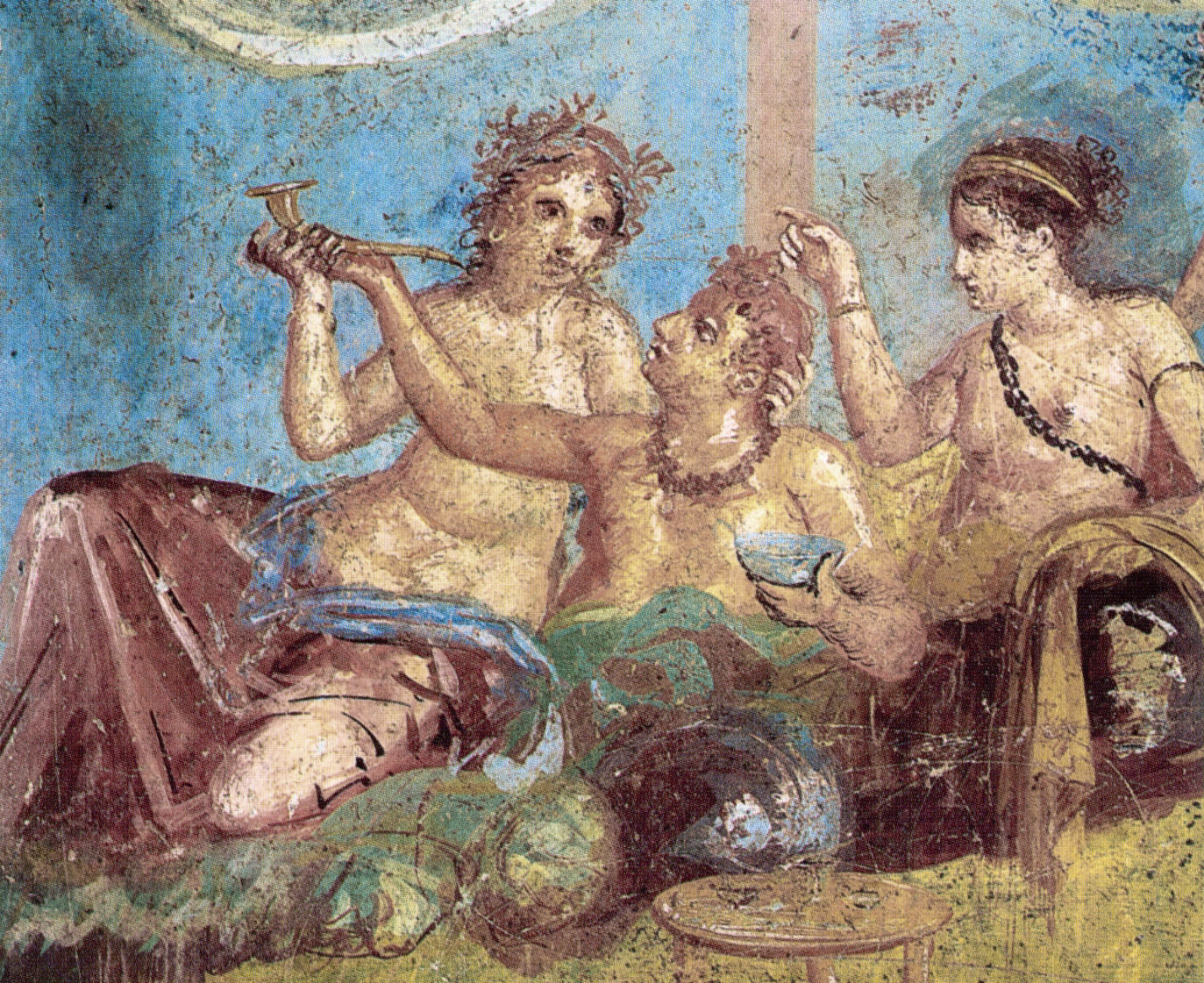
Afresco da cena de um banquete, Pompeia.

Os godos se originaram na Escandinávia e migraram para o sul, atingindo o Mar Negro, onde se misturaram com a população local. Depois, migraram para os Balcãs no século III e ali permaneceram por duzentos anos, havendo também mistura com os locais. Assim, quando invadiram a Itália, os godos não apenas trouxeram sua ascendência germânica, mas também eslava e balcânica. Igualmente, os vândalos, antes de atingirem os territórios do Império Romano, já haviam se estabelecido na Polônia, constituindo uma tribo heterogênea. Por outro lado, os lombardos, após saírem da Escandinávia, passaram pela Europa Central, algumas poucas décadas antes de invadirem a Itália. Dessa forma, estes últimos trouxeram uma maior contribuição germânica para a Itália que os outros dois povos.
De qualquer maneira, os invasores germânicos chegaram em número pequeno à Itália e se dispersaram geograficamente a fim de governar e administrar o reino. Em consequência, foram rapidamente diluídos dentro da população local. Algumas regiões da Itália nunca estiveram sob domínio lombardo, incluindo a Sardenha, Sicília, Calábria, sul da Apúlia, Nápoles e Lácio.
No Sul da Itália, a chegada dos bizantinos só fez aumentar a contribuição étnica greco-anatólica que já predominava na região desde os tempos da Magna Grécia. No Norte da Itália, por outro lado, que nunca foi colonizado pelos gregos (exceto a Ligúria), os bizantinos introduziram novos elementos étnicos, particularmente na Emília-Romanha, nas Marcas e no litoral do Vêneto e da Ligúria.

### Francos, árabes e normandos
Os francos conquistaram o Reino Lombardo em 774. Ao contrário de outros povos germânicos, a intenção dos francos não era encontrar uma nova pátria. Consequentemente, eles não imigraram em massa para a Itália, limitando-se a trazer soldados e administradores, que não eram necessariamente de ascendência franca, mas também galo-romana. O seu impacto étnico na Itália foi, portanto, pouco expressivo.
Logo após a chegada dos francos, os sarracenos, de origem árabe, invadiram a Sicília e o Sul da Itália, onde estabeleceram um emirado (831-1072). A maioria desses muçulmanos saiu da Itália após a conquista normanda no século XI. Os normandos, oriundos da Normandia e descendente de vikings dinamarqueses, invadiram a Sicília em 1061 e conquistaram toda a ilha em 1091.

### Características físicas

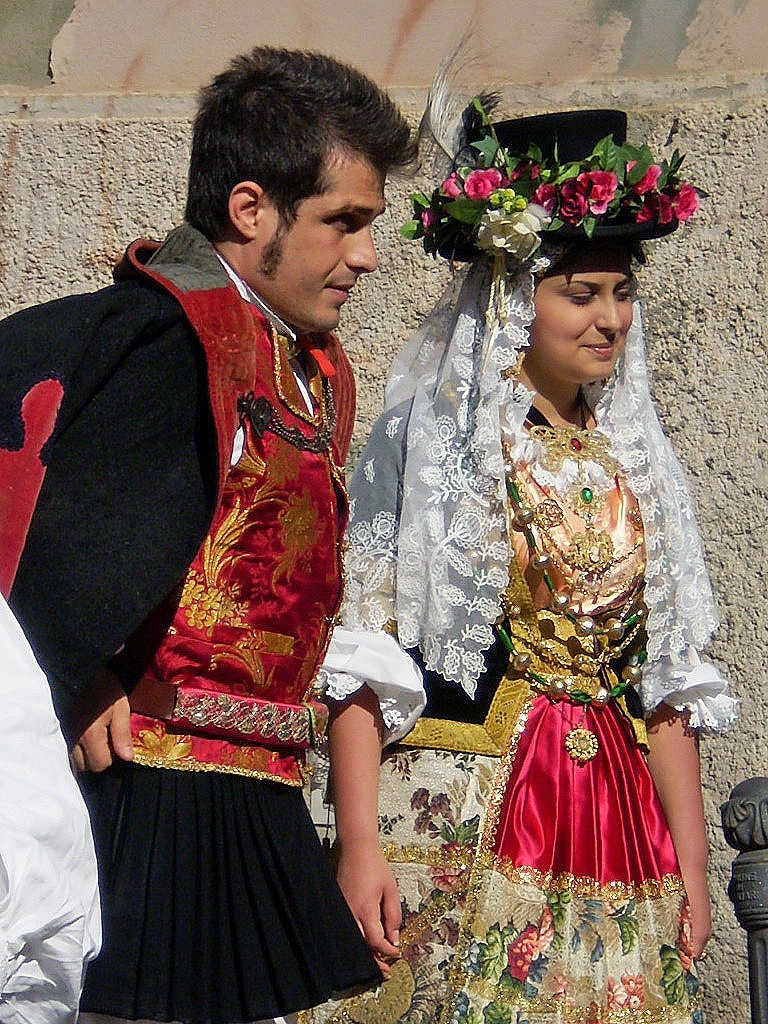
Sardos em trajes típicos.

A maioria dos italianos, em todas as regiões do país, tem cabelos e olhos escuros. Segundo uma pesquisa, realizada no século XIX com milhares de italianos, a cor do cabelo da população italiana foi assim descrita:
- 60,14% tem cabelos castanhos;
- 31,06% tem cabelos pretos;
- 8,21% tem cabelos loiros;
- 0,57% tem cabelos ruivos.

Existe, contudo, variação regional. A proporção de pessoas com cabelos escuros vai aumentando do Norte para o Sul. Assim, no Vêneto (norte), 12,56% da população tem cabelos loiros, 61,73% castanhos e 24,93% pretos. Por outro lado, na Ilha da Sardenha (sul), apenas 1,72% tem cabelos loiros e 43,39% castanhos e 54,64% pretos.
No tocante à cor do olhos, a distribuição na Itália foi a seguinte:
- 60,30% tem olhos castanhos;
- 20,61% tem olhos cinza;
- 10,36% tem olhos azuis ou verdes;
- 8,74% tem olhos pretos.

Em relação à cor da pele, um estudo comparou quatro populações europeias, oriundas de Dublin (Irlanda), Varsóvia (Polônia), Roma (Itália) e Porto (Portugal). Nessa amostra, os irlandeses tinham o tom de pele mais claro, seguidos pelos poloneses. Portugueses do Porto apresentaram pele mais clara que italianos de Roma. No tocante à cor dos olhos, novamente irlandeses apresentaram proporção maior de olhos claros, seguidos pelos poloneses. Porém, italianos apresentaram maior incidência de olhos claros que portugueses.

## Diáspora italiana

Mapa da diáspora italiana no mundo por número.
Itália
+ 10.000.000
+ 1.000.000
+ 100.000
+ 10.000

A migração italiana para fora da Itália ocorreu em diferentes ciclos migratórios, durante séculos. Uma diáspora em grande número ocorreu após a unificação da Itália, em 1861, e continuou até 1914, com o início da Primeira Guerra Mundial. Essa rápida saída de italianos para várias partes do mundo pode ser atribuída a fatores como a crise econômica interna, que surgiu junto com a unificação da Itália, a preocupação com família e o boom industrial que ocorreu no mundo ao redor da Itália.
Depois de sua unificação, a Itália não buscou o nacionalismo, mas, em vez disso, buscou trabalho. No entanto, um Estado unificado não constitui automaticamente uma economia sólida. A expansão econômica global, desde a Revolução Industrial da Grã-Bretanha, no final do século XVIII e até meados do século XIX, até o uso de trabalho escravo nas Américas, não atingiu a Itália até muito mais tarde (com exceção do "triângulo industrial" entre Milão, Gênova e Torino). Esse atraso resultou em um déficit de trabalho disponível na Itália e na necessidade de procurar trabalho em outro lugar. A industrialização em massa e a urbanização globalmente resultaram em maior mobilidade de mão de obra e a necessidade de os italianos permanecerem presos à terra para obter apoio econômico diminuiu.
Além disso, melhores oportunidades de trabalho não eram o único incentivo para mudar; a família desempenhou um papel importante na dispersão dos italianos em todo o mundo. Os italianos eram mais propensos a migrar para países onde já tinham uma família estabelecida. Esses laços se mostram em muitos casos mais fortes do que o incentivo monetário para a migração, levando em consideração uma base familiar e possivelmente uma comunidade migrante italiana, maiores conexões para encontrar oportunidades de trabalho, moradia etc. Assim, milhares de homens e mulheres italianos partiram da Itália e se espalharam pelo mundo e essa tendência só aumentou com a aproximação da Primeira Guerra Mundial.
Notavelmente, não era como se os italianos nunca tivessem migrado antes; a migração interna entre o norte e o sul da Itália antes da unificação era comum. O norte da Itália se industrializou mais cedo do que o sul da Itália, portanto, era considerado mais moderno tecnologicamente e tendia a ser habitado pela burguesia. Alternativamente, o sul da Itália, rural e agro-intensivo, era visto como economicamente atrasado e era povoado principalmente por camponeses de classe baixa. Dadas essas disparidades, antes da unificação (e possivelmente depois), as duas seções da Itália, Norte e Sul, eram essencialmente vistas pelos italianos e outras nações como países separados. Assim, migrar de uma parte da Itália para a outra poderia ser visto como se estivessem de fato migrando para outro país ou mesmo outro continente.
Além disso, os fenômenos de migração em grande escala não retrocederam até o final da década de 1920, bem dentro do regime fascista, e uma onda subsequente pode ser observada após o fim da Segunda Guerra Mundial. Outra onda está acontecendo atualmente devido à crise da dívida em curso.
Entre 1870 e 1970, cerca de 24 milhões de italianos emigraram, sendo que o maior número foi para os Estados Unidos, com 5,6 milhões. O Brasil recebeu 1,5 milhão de italianos, sendo o sexto principal destino no mundo, conforme tabela abaixo:
| Estados Unidos         | 5,6  |
| França                 | 4,1  |
| Suíça                  | 3,0  |
| Argentina              | 2,9  |
| Alemanha               | 2,4  |
| Brasil                 | 1,5  |
| Império Austro-Húngaro | 1,1  |
| Canadá                 | 0,6  |
| Bélgica                | 0,5  |
| Austrália              | 0,4  |
| Venezuela              | 0,2  |
| Grã-Bretanha           | 0,2  |
| Europa                 | 12,5 |
| Américas e Austrália   | 11,5 |
| Total                  | 24   |

### Os números da diáspora italiana
Os dados sobre o número de descendentes de italianos no mundo são muito discrepantes, variando de 60 a 80 milhões de pessoas. Segundo uma estimativa, mais de 80 milhões de pessoas de ascendência total ou parcial italiana vivem fora da Europa, com mais de 60 milhões vivendo na América do Sul (principalmente no Brasil, que, segundo essa mesma pesquisa, teria o maior número de descendentes de italianos fora da Itália, e na Argentina, onde mais de 62,5% da população teria pelo menos um ancestral italiano), 20 milhões vivendo na América do Norte (Estados Unidos e Canadá) e 1 milhão na Oceania (Austrália e Nova Zelândia). Outros vivem em outras partes da Europa (principalmente no Reino Unido, Alemanha, França e Suíça). A maioria dos cidadãos italianos que vivem no exterior residem em outras nações da União Europeia. Uma comunidade italiana histórica também existiu em Gibraltar desde o século XVI. Em menor grau, pessoas de ascendência italiana total ou parcial também são encontradas na África (principalmente nas ex-colônias italianas da Eritreia, que tem 100 000 descendentes, Somália, Líbia, Etiópia e em outros países como a África do Sul, com 77 400 descendentes, Tunísia e Egito), no Oriente Médio (nos últimos anos os Emirados Árabes Unidos mantiveram um destino desejável para os imigrantes italianos, com atualmente 10 000 imigrantes italianos), e na Ásia (Singapura abriga uma comunidade italiana considerável).
Contudo, os métodos usados para contabilizar o número de descendentes de italianos no mundo são discrepantes. Por exemplo, nos Estados Unidos, no Canadá ou na Austrália, o censo pergunta de onde vieram os antepassados da população, portanto o número de descendentes é baseado na autodeclaração dos entrevistados. Esse método, porém, apresenta problemas, em decorrência da miscigenação étnica, das numerosas gerações que separam os recenseados de seus antepassados e da pouca importância que muitas pessoas dão para a ancestralidade. No caso dos Estados Unidos, as respostas parecem ser bastante inconsistentes, havendo variações muito grandes entre um censo e outro. Ademais, no censo dos Estados Unidos, os americanos podem listar apenas dois países em que tenham ancestralidade. Contudo, muitos americanos têm ancestralidade em diversos países, e essa metodologia pode impor um viés nas conclusões da pesquisa e limitar os americanos que têm várias nacionalidades na sua ancestralidade. Quando solicitado a indicar apenas uma única ancestralidade, o recenseado pode tender a listar apenas aquela ancestralidade com a qual se identifica mais ou que acha mais diferenciada. Já outros vão indicar uma etnia simbólica ou mesmo inventada. O método da autodeclaração, portanto, muitas vezes não reflete a realidade demográfica.
De qualquer maneira, em pesquisa demográfica de 2016, quase 17 milhões de norte-americanos autodeclararam-se como sendo de origem italiana, compondo mais de 5% da população dos Estados Unidos. No censo de 2016 do Canadá, cerca de 1,6 milhão de pessoas declararam ter origens italianas. No censo de 2011 da Austrália, 916 000 pessoas declararam ancestralidade italiana.
Já no caso do Brasil, o último censo a questionar a ancestralidade da população foi o de 1940. Nessa pesquisa, 1 260 931 brasileiros disseram ser filhos de pai italiano, enquanto que 1 069 862 disseram ser filhos de mãe italiana. Os italianos natos eram 285 mil e os naturalizados brasileiros, 40 mil. Portanto, italianos e filhos eram pouco mais de 3,8% da população do Brasil em 1940. Desde então, os censos brasileiros não fazem esse tipo de levantamento. Em consequência, os dados sobre o número de descendentes de italianos no Brasil são muito discrepantes: há fontes que falam em 18 milhões, outras em 30 milhões ou até mesmo 42 milhões. Nenhuma dessas fontes, contudo, explicaram como chegaram a esses números.
O censo da Argentina também não faz levantamento sobre ancestralidade familiar dos argentinos. Diferentes fontes afirmam que a maioria dos argentinos tem ancestralidade italiana, embora não esclareçam como chegaram a essa conclusão.
Ademais, boa parte dos descendentes de italianos no mundo já perderam os vínculos com a Itália e a sua cultura. Por exemplo, nos Estados Unidos, segundo pesquisa de 2006, das 16 512 242 pessoas que declararam ser de ancestralidade italiana, 92,3% apenas falavam inglês em casa. Pesquisa de 2017 mostrou que a língua italiana é a que está mais rapidamente morrendo nos Estados Unidos, e outra pesquisa apontou que 70% dos americanos descendentes de italianos nascidos após 1970 já eram filhos de casamentos mistos entre um italiano e um não italiano. Na Argentina, os italianos estavam entre os imigrantes que mais rapidamente adotavam o espanhol como língua, e boa parte dos descendentes já são misturados com não italianos. No caso do Brasil, os imigrantes que foram para o Sul tenderam a conservar mais os costumes e a língua (a exemplo do talian), ao passo que a assimilação cultural ocorreu mais rapidamente entre aqueles que foram para o estado de São Paulo. Em Minas Gerais, a assimilação dos italianos foi tão rápida que a primeira geração nascida no estado já estava aculturada na sociedade majoritária.
Em relação à diáspora, existem muitos indivíduos de ascendência italiana que são elegíveis para a cidadania italiana, pelo método de jus sanguinis, que vem do latim e significa "por sangue". No entanto, apenas ter ascendência italiana não é suficiente para se qualificar para a cidadania italiana. Para se qualificar, é necessário ter pelo menos um ancestral cidadão italiano que, após emigrar da Itália para outro país, tenha passado a cidadania para seus filhos, antes de ter-se eventualmente naturalizado como cidadão em seu novo país. Ademais, é necessário que o último antepassado italiano estivesse vivo em 1861, quando ocorreu a formação do Reino da Itália. É necessário, também, juntar toda a documentação que comprove o grau de parentesco com o ancestral italiano. O governo italiano não tem uma regra sobre quantas gerações nascidas fora da Itália podem reivindicar a nacionalidade italiana.

### Italianos no Brasil
A imigração italiana no Brasil teve como ápice o período entre 1880 e 1920. Segundo o embaixador da Itália no Brasil, cerca de 30 milhões de brasileiros são descendentes de imigrantes italianos. Os ítalo-brasileiros estão espalhados principalmente pelos estados do Sul e do Sudeste do Brasil, quase metade no estado de São Paulo. Assim, os ítalo-brasileiros são considerados a maior população de oriundi (descendentes de italianos) fora da Itália.

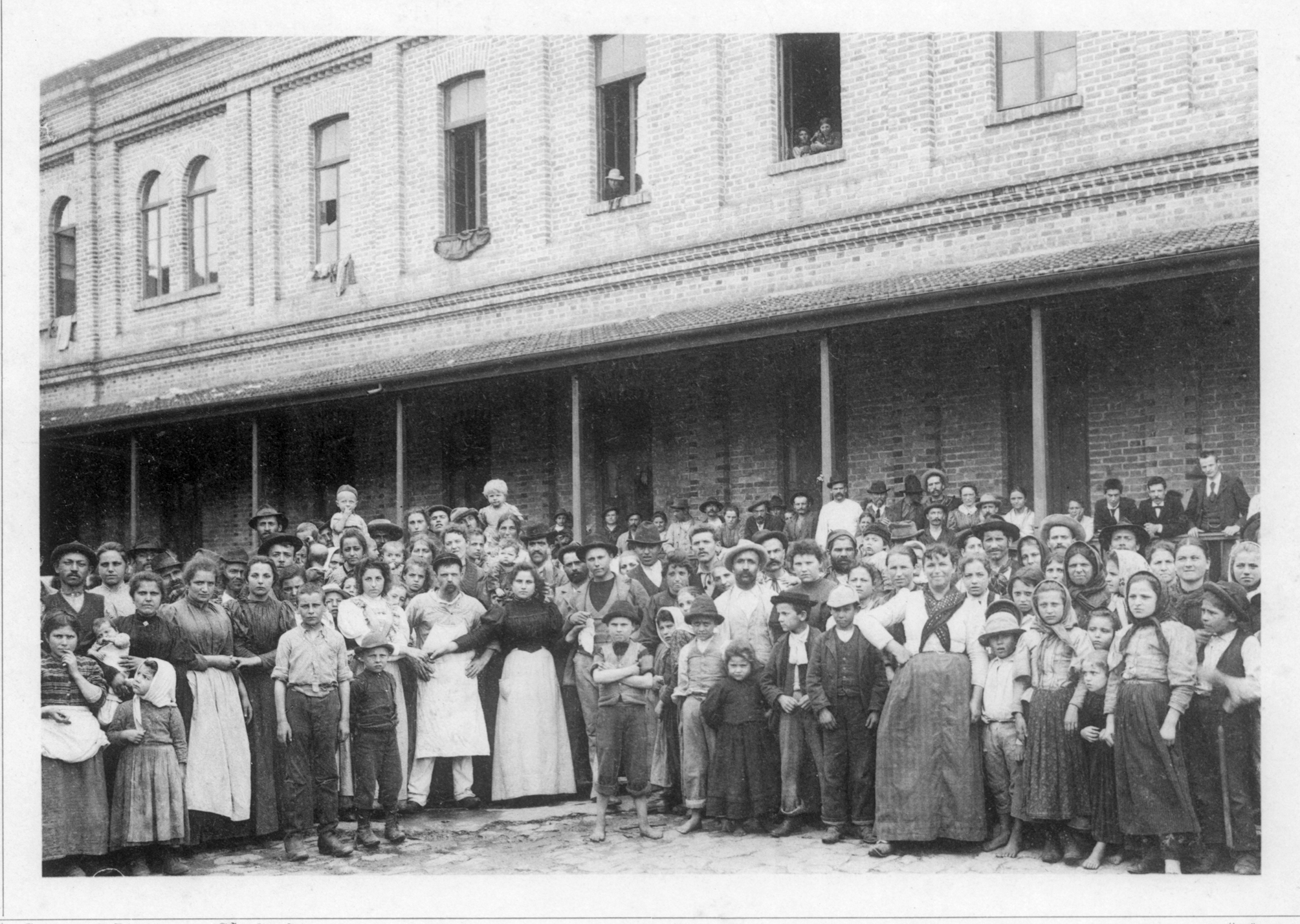
Imigrantes italianos na Hospedaria dos Imigrantes de São Paulo (1890).

Segundo outra pesquisa, a porcentagem de brasileiros que alegam ter ancestralidade italiana é de 10,5% da população do Brasil, segundo pesquisa de 1999 do sociólogo, ex-presidente do Instituto Brasileiro de Geografia e Estatística (IBGE), Simon Schwartzman, o que, numa população de cerca de 200 milhões de brasileiros, representaria em torno de 20 milhões de descendentes.
Segundo o demógrafo Miguel Angel García, em pesquisa de 2003, entre 18 e 23 milhões de brasileiros descendem de italianos, a maioria dos quais, segundo o demógrafo, não mantêm mais vínculos com a Itália e com a sua cultura e, portanto, não podem ser considerados seriamente como "italianos" ou "ítalo-brasileiros".
A maioria dos imigrantes italianos chegaram ao Brasil nas décadas seguintes à unificação italiana, de modo que a identidade italiana desses imigrantes ainda era bastante débil, uma vez que eles se sentiam ligados mais à sua região de origem do que à pátria; porém como os brasileiros desconheciam essas diferenças regionais e tratavam todos os cidadãos da Itália como meros "italianos", os imigrantes e descendentes foram transfigurando-se em italianos "genéricos", abandonando ou amenizando o regionalismo. Por fim, a identidade italiana foi sendo substituída pela brasileira, ficando cada vez mais débeis as ligações com a Itália e com a cultura italiana.
A muitos descendentes de italianos a língua italiana ou o dialeto não foram transmitidos, porém os descendentes mantiveram ou reinventaram os costumes italianos no Brasil. Essas práticas culturais permaneceram no ambiente doméstico, em âmbito familiar, nas narrativas de família dos avós, que atualizavam o sentimento de pertencimento à Itália. Nas décadas de 1970 e de 1980, iniciou-se um movimento de rememoração da identidade italiana entre os descendentes no Brasil, que "retomam o discurso étnico, os relatos de imigração, o inventário das italianidades", o que dá origem a um processo de "redescoberta da italianidade".
Nas últimas décadas, um número significativo de brasileiros de origem italiana imigraram para a Itália por diversos motivos, mas um elemento sempre presente na escolha pela Itália é o fato de descenderem de italianos e de desejarem ter o reconhecimento da cidadania italiana. De fato, muitos descendentes, antes de irem para a Itália, têm uma concepção imaginada do país, narrada pelos seus avós, que é diferente da Itália contemporânea. Portanto, observa-se nos relatos dos descendentes que imigram para a Itália que esse encontro com a terra dos antepassados não é isento de conflitos e tensões, a começar pela língua, pois em regra falam o dialeto, e não o italiano padrão. Além do mais, embora muitos descendentes tragam elementos de uma identidade italiana construída no Brasil, e não obstante muitos terem a cidadania italiana, eles não são reconhecidos como italianos pelos nativos, pois são vistos como brasileiros ou estrangeiros e, por isso, são objeto de "certo preconceito", mesmo sendo descendentes e brancos, problema o qual eles não imaginavam ter que enfrentar.

## Identidade italiana

Os dialetos italianos

A Itália só se unificou como Estado no final do século XIX. Até então, era uma região dividida em diversos reinos e estados separados, cujos habitantes falavam línguas e dialetos completamente diferentes entre si. Em 1861, não mais de 2% dos italianos sabiam falar a língua italiana. Apenas a elite letrada tinha acesso ao aprendizado do idioma. A porcentagem de falantes de italiano cresceu para 70% em 1970. A construção de uma identidade italiana foi, portanto, lenta e gradual.
Os habitantes da Itália não se enxergavam primariamente como "italianos", mas antes de mais nada se sentiam conectados ao vilarejo e à região de nascimento. Eram "vênetos", "calabreses", "sicilianos" ou "lombardos", antes de serem "italianos". Mesmo com a grande emigração italiana para diversos países do mundo, alguns pesquisadores questionam se existe mesmo uma população de "descendentes de italianos", haja vista o grande sentimento de regionalidade, ao invés de nacionalidade, que esses imigrantes tinham. Muitos imigrantes italianos partiam de suas aldeias e se misturavam nos navios com italianos de outras regiões, que não necessariamente possuíam afinidades entre si. Isso é perceptível pelo fato de que certos grupos de italianos imigravam preferencialmente para algum país, enquanto outros grupos de italianos tendiam a migrar para outro. Por exemplo, os vênetos imigravam preferencialmente para o Brasil, os lígures preferiam a Argentina, os sicilianos e os napolitanos os Estados Unidos, enquanto os lombardos preferiam a Suíça. Devido a esse regionalismo, bairros étnicos de imigrantes surgiram em São Paulo ou em Nova Iorque, onde em alguns predominavam os vênetos, em outros os napolitanos ou sicilianos, que conviviam entre si, mas com vida associativa e social próprias. As diferenças culturais e linguísticas eram tais que, no final do século XIX, professores piemonteses foram enviados a escolas da Sicília e estes foram confundidos com ingleses.
O governo fascista de Benito Mussolini agiu, inclusive com grande repressão, visando unificar a Itália dentro de uma única identidade, a "italianità". A alfabetização em massa da população italiana foi decisiva na criação de tal identidade, pois as crianças passaram a aprender o italiano dentro das escolas. De 80% de analfabetos em 1860, a porcentagem caiu para 74% em 1871 e para 38% em 1914. Os sentimentos regionalistas eram muitos fortes, e governos sucessores concederam maiores liberdades a regiões italianas onde esses sentimentos eram mais presentes para evitar movimentos separatistas. Por exemplo, Vale de Aosta, Friul-Veneza Júlia, Trentino-Alto Ádige, Sicília e Sardenha têm "status especial", com liberdade jurídica e financeira mais ampla que as outras regiões. As províncias de Trento e de Bolzano têm autonomia legislativa. Não é difícil de se compreender a razão de estas regiões terem maior liberdade. Em Vale de Aosta parte dos habitantes fala francês, enquanto que Friul-Veneza Júlia é culturalmente ligada à Europa Central. Por sua vez, a Sicília e a Sardenha são ilhas separadas da Itália continental, o que sempre lhes deu características peculiares. O caso do Tirol do Sul é o mais emblemático da política italiana de fazer concessões visando evitar a deflagração de movimentos separatistas. No Tirol do Sul, parte dos habitantes falam alemão, região esta invadida e anexada pela Itália em 1918. Após tentativas falhas dos habitantes do Tirol de se anexarem à Áustria, a Itália fez um acordo com aquele país e, tal como nas demais regiões autônomas, deu à região uma autonomia fiscal de forma que a maior parte dos impostos permanece na região.
Além da educação e alfabetização em massa dos italianos, outros fatores contribuíram para nascer o sentimento de identidade nacional, como a enorme propaganda do governo, também conflitos internacionais envolvendo italianos que faziam surgir sentimentos nacionalistas entre a população, mas também novas tecnologias, como a televisão que, além de divulgar a língua italiana, divulgava uma cultura em comum, ou mesmo esportes, como o futebol, que é capaz de unir toda a população sob um mesmo espírito. Atualmente, o sentimento de identidade italiana já está bastante consolidado, e a maioria dos italianos se enxergam como um povo uno, como cidadãos de um mesmo país, embora ainda haja maiores afinidades entre italianos de uma mesma região do que com pessoas de outras, principalmente entre italianos do Norte e italianos do Sul.

### Norte e Sul
Diferenças culturais e de formação étnica entre o Norte e o Sul do país são antigas, remontando a tempos medievais, quando o território que hoje corresponde a Itália ficou sob a influência de diversas ondas migratórias, formadas por povos germânicos, bizantinos, árabes, normandos e outros.
Com a emigração italiana em massa para as Américas e a Austrália, relatos de discriminação contra italianos foram comuns. Foram considerados "cidadãos de segunda classe" em diversas partes. Os italianos do Norte migraram principalmente para o Brasil, Argentina e Uruguai, e os italianos do Sul migraram em maior número para os Estados Unidos e Canadá. O anti-italianismo se acentuou com a entrada da Itália na Segunda Guerra Mundial, ao lado das Potências do Eixo. Na história recente da política italiana, surgiu o Partido de centro-direita Liga Norte que atua sobretudo no norte do país, reivindicando a secessão das regiões do norte e centro, que constituiriam a chamada Padânia. Em 2008, a Lega Nord teve 8,3% nas eleições gerais do país. No Sul há vários movimentos autonomistas, mas como os do Norte, ainda relativamente inócuos.